# Josef Penninger

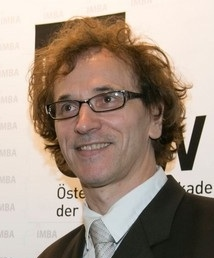
Josef Penninger (2013)

Josef Martin Penninger (* 5. September 1964 in Gurten, Oberösterreich) ist ein österreichischer Genetiker. Von 2002 bis 2018 leitete er das Institut für Molekulare Biotechnologie (IMBA)  in Wien und von 2018 bis 2023 das Life Sciences Institute an der University of British Columbia. Seit Juli 2023 ist er wissenschaftlicher Geschäftsführer des Helmholtz-Zentrums für Infektionsforschung in Braunschweig und außerdem Professor an der Medizinischen Universität Wien.

## Leben
Nach dem Besuch des humanistischen Gymnasium in Ried im Innkreis studierte er von 1982 bis 1988 an der Universität Innsbruck Medizin, Kunstgeschichte und Spanisch. 1990 promovierte er mit der Arbeit Phenotypical and functional analysis of intrathymic nurse (TCN)-Lymphocytes, die er beim Innsbrucker Altersforscher Georg Wick verfasst hatte. 1990 bis 1994 arbeitete er als Post-Doktorand am Ontario Cancer Institute, danach bis 2003 am Department of Immunology and Medical Biophysics der University of Toronto (als Principal Investigator des US-Gentechnikkonzern Amgen). Von 2003  bis 2018 leitete er als Gründungsdirektor das Institut für Molekulare Biotechnologie (IMBA) der Österreichischen Akademie der Wissenschaften in Wien, bevor er 2018 wieder nach Kanada ging, wo er das Life Science Institute der University of British Columbia leitete.
Seit 1. Juli 2023 ist Penninger Wissenschaftlicher Direktor des Helmholtz Center for Infection Research in Braunschweig; gleichzeitig übernahm er eine Teilzeit-Professur für Personalisierte Medizin an der Medizinischen Universität Wien, um das neue Eric-Kandel-Institut für Präzisionsmedizin zu gestalten.

## Wirken
Zu Penningers Entdeckungen zählt die Isolierung des Gens für die Regulierung der inneren Uhr bei Mäusen. Er zeigte, dass Osteoporose genetisch veranlagt ist. Versuche an Labormäusen, denen das Osteoporose-Gen entfernt wurde, haben gezeigt, dass ihre Knochen viel robuster sind. 2010 konnten Penninger und Mitarbeiter „den Zusammenhang zwischen der Einnahme von synthetischen Sexualhormonen und einem erhöhten Brustkrebsrisiko aufklären“.
Er hat mehr als 400 wissenschaftliche Arbeiten im Bereich Genetik und Medizin publiziert (Stand 2012), zum Teil in renommierten wissenschaftlichen Fachzeitschriften wie Nature oder Science. Außerdem wurde 2006 der Asteroid (48801) Penninger nach ihm benannt.

## Auszeichnungen (Auswahl)
- 2000 – Young leader in medicine in Canada der kanadischen Tageszeitung The Globe and Mail
- 2001 – Top 40 under 40 in Kanada
- 2003 – Wissenschaftler des Jahres
- 2004 – Mitglied der Leopoldina[6]
- 2004 – Österreicher des Jahres
- 2005 – Benennung des Asteroiden (48801) Penninger
- 2006 – Descartes-Preis (APOPTOSIS-Projekt)
- 2007 – Ernst-Jung-Preis
- 2007 – Carus-Medaille
- 2008 – Karl Landsteiner-Preis
- 2009 – Mitglied der Academia Europaea
- 2011 – Fellow der American Association for the Advancement of Science
- 2012 – Innovator Award des US-Verteidigungsministeriums (mit 7,4 Mio. US-Dollar dotiert)[4]
- 2014 – Wittgenstein-Preis
- 2014 – Preis der Stadt Wien für Medizinische Wissenschaften
- 2020 – Österreicher des Jahres in der Kategorie Erfolg International[7]
- 2020 – Kardinal-Innitzer-Preis – Würdigungspreis für Naturwissenschaften[8][9]